# Михайловка (Новоусманский район)
Миха́йловка — деревня в Новоусманском районе Воронежской области. Входит в Тимирязевское сельское поселение.

## Население
| 2008 | 2010 |
| ---- | ---- |
| 744  | ↘688 |

## Уличная сеть
- ул. Дорожная
- ул. Заводская
- ул. Комсомольская
- ул. Ленина
- ул. Луговая
- ул. Майская
- ул. Михайловская
- ул. Молодёжная
- ул. Центральная

## Инфраструктура
В деревне работает Михайловская средняя общеобразовательная школа. Также работает Михайловская сельская библиотека, также дом культуры.